# Bràfim
Bràfim là một đô thị trong ‘‘comarca’’ Alt Camp, Tarragona, Catalonia, Tây Ban Nha.

## Biến động dân số
| 1900  | 1930 | 1960 | 1990 | 2006 |
| ----- | ---- | ---- | ---- | ---- |
| 1.132 | 940  | 683  | 574  | 650  |

- Biểu đồ biến động dân số từ năm 1717 đến năm 2006